# Shoreditch (metropolitana di Londra)
Shoreditch è una stazione fantasma della East London Line, una linea che faceva precedentemente parte della metropolitana di Londra prima del trasferimento alla London Overground.

## Storia
La stazione fu aperta il 10 aprile 1876 dalla East London Railway, sulla linea che andava dalla stazione di Liverpool Street fino a Wapping.  Il servizio passeggeri da Liverpool Street fu soppresso nel 1885. Shoreditch entrò a far parte della rete della metropolitana il 31 marzo 1913, in contemporanea con l'elettrificazione della linea.

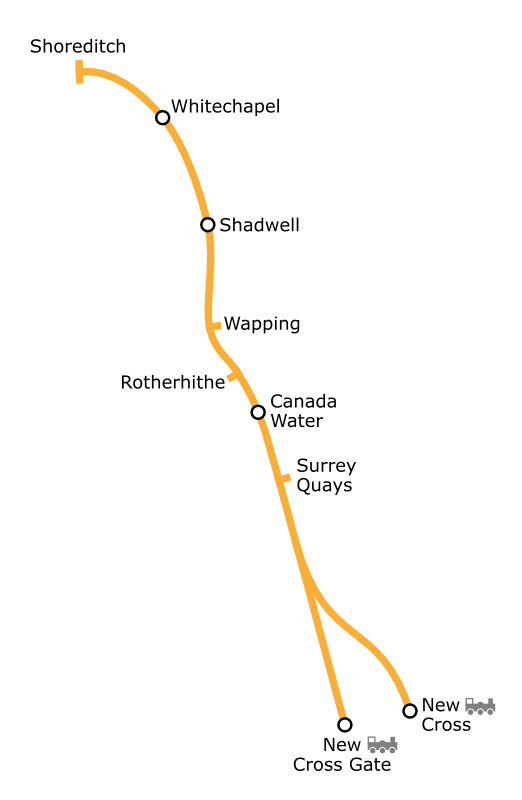
Mappa della East London Line prima della chiusura di Shoreditch

Quando la rete fu unificata nei primi anni trenta sotto il controllo della London Underground, Shoreditch divenne il capolinea settentrionale della sezione orientale della Metropolitan line; in seguito questa linea venne rinominata "Metropolitan Line - East London Section" nel marzo 1970 e acquistò una sua denominazione separata negli anni ottanta come East London line. La stazione consisteva di una piattaforma singola e di un binario singolo, che correva accanto al sito della stazione merci di Bishopsgate (in seguito rimasta in disuso dopo la sua distruzione avvenuta a causa di un incendio nel 1964). Shoreditch era una delle pochissime stazioni su tutta la rete ad avere una sola piattaforma e un solo binario, sebbene avesse in origine due binari e due piattaforme.
Fino al 1966 la East London line rimaneva connessa con la stazione di Liverpool Street per mezzo del binario che proseguiva a nord di Shoreditch. Il collegamento era utilizzato per treni merci notturni della British Rail e occasionalmente per convogli domenicali. La connessione venne rimossa per migliorare l'accesso ai binari di Liverpool Street.
Shoreditch rimase chiusa dal marzo 1995 al settembre 1998 durante i lavori di ristrutturazione che interessarono la East London line; riaprì sei mesi dopo il resto della linea, il 27 settembre 1998.

### Chiusura

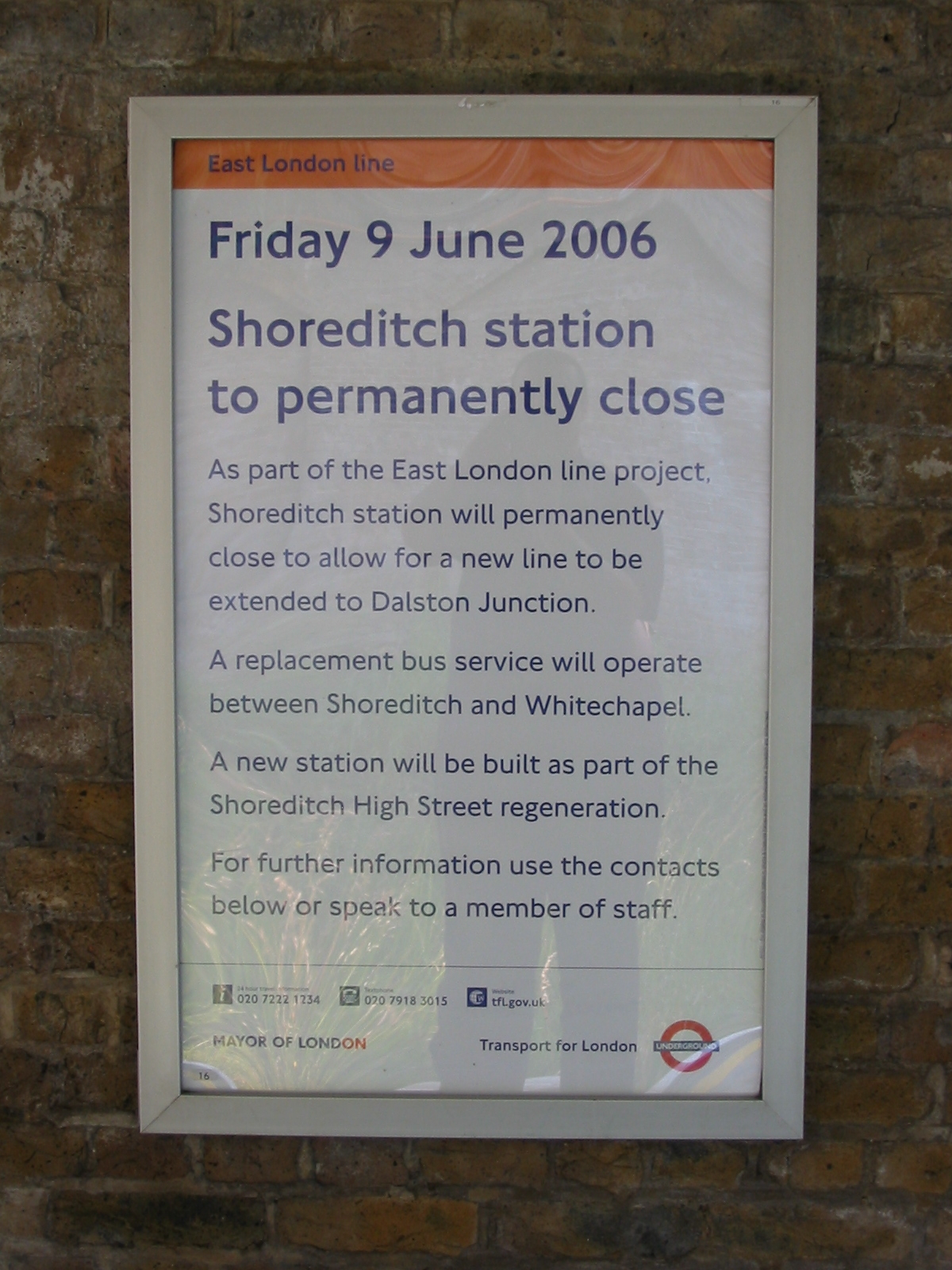
Poster annunciante la chiusura della stazione di Shoreditch del 2006

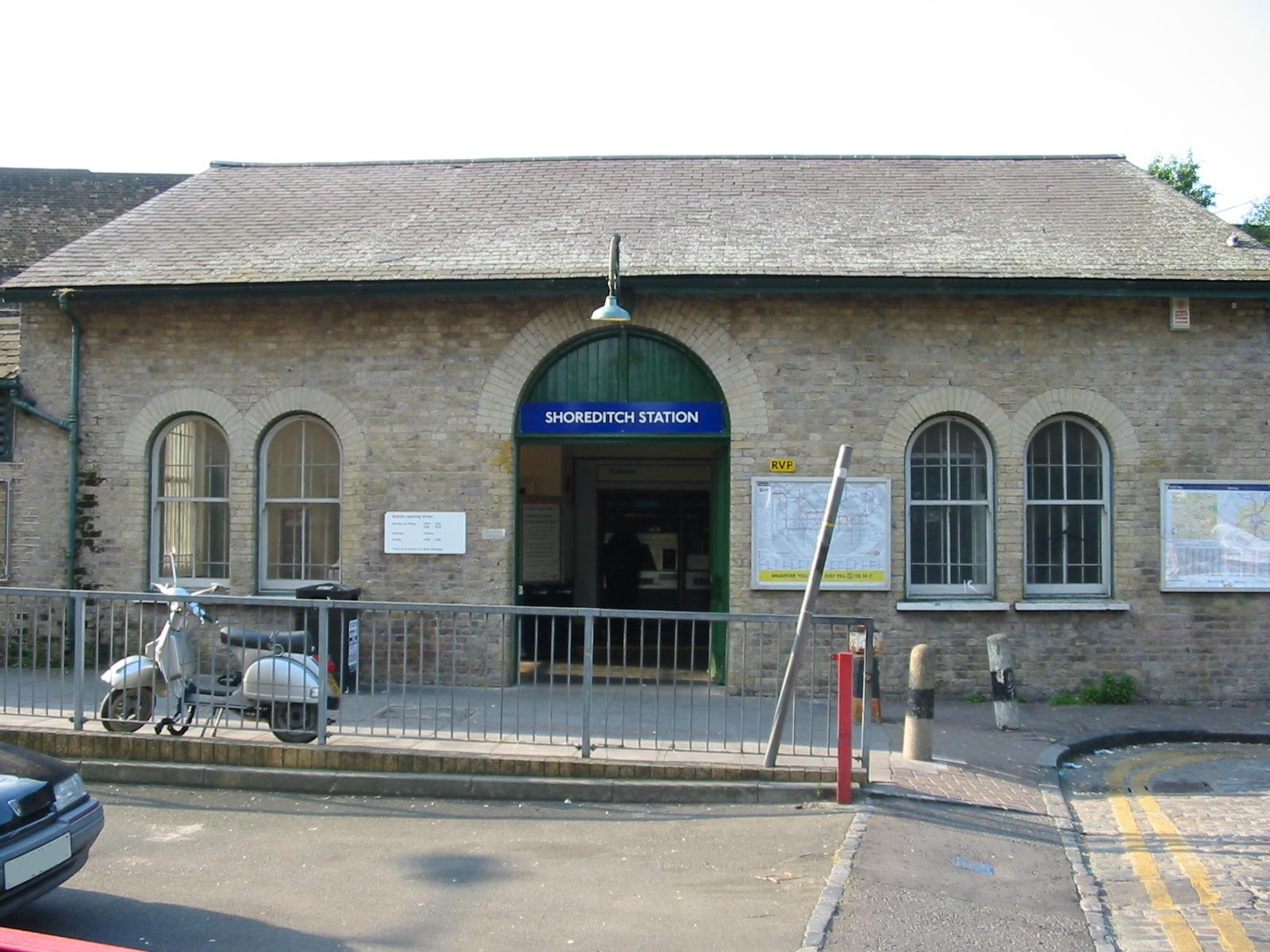
La stazione di Shoreditch nel 2006 prima della chiusura

Prima della chiusura, Shoreditch era una delle stazioni meno usate della rete, con una media di soli 1.100 passeggeri al giorno. La stazione era aperta nei giorni feriali solo durante le ore di punta, era chiusa il sabato ed era aperta per alcune ore la domenica mattina, in concomitanza con il vicino mercato settimanale di Brick Lane.
Shoreditch chiuse definitivamente il 9 giugno 2006 per consentire l'inizio dei lavori sull'estensione della East London Line in vista del passaggio della linea dalla rete metropolitana alla London Overground. Il progettato prolungamento della linea verso nord in direzione di Dalston Junction e di Highbury & Islington doveva riconnettersi con il tracciato della dismessa Broad Street line. L'allineamento in direzione est-ovest dei binari a Shoreditch e il fatto che si trovassero a un livello nettamente più in basso rendeva impossibile far passare il nuovo tracciato per la vecchia stazione, rendendo pertanto inevitabile la sua chiusura. È stata sostituita da una nuova stazione chiamata Shoreditch High Street. La trincea ferroviaria della stazione è stata riempita e in parte riutilizzata per il nuovo tracciato della linea tra Whitechapel e Shoreditch High Street (costruita su un viadotto).
A differenza di altre stazioni chiuse, la TfL fornì un servizio temporaneo di autobus sostitutivi per Shoreditch da Whitechapel, a partire dal giorno della chiusura fino alla riapertura della nuova linea come London Overground nel 2010.
L'edificio della stazione esiste tuttora ed è stato messo in vendita dalla TfL nel febbraio 2010. Nel febbraio 2011 l'edificio è stato venduto all'asta per 665.000 sterline. Dovrebbe essere demolito e sostituito da un blocco di appartamenti a sei piani.
Tra il novembre 2014 e il gennaio 2015 la stazione è stata utilizzata come cinema provvisorio, fornito di poltrone-letto a sacco sulle quali assistere alla proiezione sdraiati. L'evento è stato chiamato "Pillow Cinema", cioè "Cinema cuscino".